# أنفيل (محرك لعبة)
يوبي سوفت أنفيل (بالإنجليزية: Ubisoft Anvil)‏ والمعروف سابقًا باسم سيميتار أو (بالإنجليزية: Scimitar)‏ هو محرك ألعاب بدأ تطويره قبل عام 2006 من قبل شركة يوبي سوفت مونتريال تحت مسمى «Scimitar» وبدأ العمل الفعلي به في عام 2007، وتم إنتاج عدة ألعاب به على منصة مايكروسوفت ويندوز، نينتندو سويتش، وي يو، بلاي ستيشن 3، بلاي ستيشن 4، بلاي ستيشن 5، بلاي ستيشن فيتا، إكس بوكس 360، إكس بوكس ون، إكس بوكس سيريس إكس وسيريس أس وجوجل ستاديا. يُعد محرك «يوبي سوفت أنفيل» أحد محركات الألعاب الأساسية التي تستخدمها شركة «يوبي سوفت» بجانب محركات مثل "دسربت"، "دنيا"، و"سنودروب".

## التاريخ
كان يُعرف المحرك في بداية تطويره باسم «Scimitar». ووفقًا للمدير الإبداعي لشركة «يوبي سوفت مونتريال»، باتريس ديسيليت، أن المحرك تم بناؤه من الصفر خصيصًا للعبة "أساسنز كريد" في عام 2007. كما كشف المدير التقني لأستوديو «يوبي سوفت مونتريال»، كلود لانغلايس، عن لمحة من بعض البرمجيات المستخدمة أثناء عملية التطوير. فعلى سبيل المثال، تم الاستعانة ببرنامج ثري دي إس ماكس لتصميم البيئات المحيطة وبرنامج زي برش لتصميم الشخصيات. واستخدم المحرك أداة "HumanIK" (إحدى البرمجيات الوسيطة من شركة أوتوديسك) لحساب وضبط حركة الأيدي والأقدام عند التسلق أو الجري وفي أثناء القتال، وذلك لتقديم سلسلة مؤثرات حركية بأسلوب متقن. وقامت الشركة فيما بعد بإعادة تطوير المحرك تحت عنوان جديد يسمى "Anvil" للعبة أساسنز كريد II. وتمت إضافة العديد من المميزات التي تضم دورات تعاقب ليل ونهار كاملة، تحسين الإضاءة والانعكاسات، تحسين الذكاء الاصطناعي وتحركات الشخصيات، تقديم نظام جديد للتحريك التفاعلي للملابس، تقديم نفس تقنيات الكساء النباتي المستخدمة في فار كراي 2 وتحسين مستوى ونِسَب عرض المجسمات وتفاصيل البيئة في المشهد أو ما يعرف في الإنجليزية بـ Draw distance. وقامت شركة يوبي سوفت ديجيتال آرتس و Hybride Technologies (إحدي أستوديوهات الإنتاج التابعة لشركة يوبي سوفت) أثناء صناعة الفيلم القصير أساسنز كريد: لينياج باستخدام بعض المُلْحَقات من أنفيل لإعادة إنشاء البيئة التي يتم فيها تصوير الممثلين. كانت كلا لعبتا أساسنز كريد: برذرهود وبرنس أوف بيرشيا: ذا فورجتن ساندز تعملان على نسخة محسّنة من محرك "Anvil". بينما لعبة أساسنز كريد: ريفليشنز التي صدرت في عام 2011، كانت آخر لعبة تم تطويرها على الجيل الأول من المحرك.
في عام 2012 تم إطلاق تحديث للمحرك تحت عنوان "AnvilNext"، والذي طور خصيصًا لـ أساسنز كريد 3 والعناوين القادمة، وضم حينها العديد من التحديثات والمميزات الجديدة. وكان بدايةً بدعمه لنظام جديد كليًا لمحاكاة الطقس والظروف البيئية المختلفة والذي سمح بتخصيصات طقس دقيقة بالإضافة إلى دعمه نظام ديناميكي محسن لدورات تعاقب الليل والنهار (بالإنجليزية: cycling mode)‏ مثلما كان موجود في أساسنز كريد 4: بلاك فلاغ، بالإضافة إلى أنه تمت إعادة كتابة أنظمة التصيير الخاصة بالمحرك لزيادة كفاءة ووضوح الرسومات ودعمه للعديد من تقنيات المعالجة النهائية (بالإنجليزية: post-processing)‏، والتي أتاحت إمكانية تصيير ما يصل إلى 3000 شخصية غير قابلة للعب في الوقت الفعلي (مقارنةً مع الإصدار السابق الذي أتاح تصيير أقل من 100 شخصية فقط). يستخدم محرك "AnvilNext" بعض التقنيات من لعبة "فار كراي 3"، حيث تمت إزالة شاشات التحميل عند التنقل من السفر عبر اليابسة إلى الإبحار في البحار. وكانت لعبة "أساسنز كريد روغ" في عام 2014 هي آخر لعبة تعتمد على الإصدار الأول من "AnvilNext". وأتاح المحرك في هذا الإصدار بيئة أكثر تفاعلية وديناميكية وهو ما يجعل إمكانية تغير عالم اللعبة بالكامل بناءً على التقدم وتفاعلات اللاعب، ما يعنى إمكانية ظهور أو اختفاء قواعد العدو سواء في البر أو البحر طبقًا للحدث الجاري في اللعبة، وأصبحت تأثيرات وديناميكية الماء أكثر دقة وواقعية. ومع الإصدار الثاني من المحرك الذي حمل الاسم الرمزي "AnvilNext 2.0"، تم تحسين الذكاء الاصطناعي للشخصيات وأصبح للمحرك القدرة على إنتاج بنايات بأساليب سَلِسة وذاتية بإتباع قواعد ونماذج تصميم محددة، وذلك ما ساعد الفنانين والمصممون في تقليل أوقات العمل المطلوبة لإنشاء بيئات حضرية معقدة. ولا يزال هناك بعض المعالم الأثرية المحددة التي تصمم يدويًا مثل «كاتدرائية نوتردام» ولكن أصبح باستطاعة المحرك الآن إخراجها تقريبًا بنسبة 1:1 من نظيرتها في الواقع. يتميز محرك "AnvilNext 2.0" بذكاء اصطناعي محسن للشخصيات الغير قابلة للعب، مما يعزز من واقعية وتفاعلية الألعاب. حيث أعيد بناء المحرك بالكامل من الصفر خصيصًا لتلبية احتياجات الألعاب الحديثة. وبعد الإطلاق الأولي للعبة "أساسنز كريد يونيتي" الذي شهد العديد من المشاكل التقنية، قامت شركة «يوبي سوفت» فيما بعد بإجراء تحسينات شاملة على المحرك لضمان أداء أفضل في الألعاب اللاحقة مثل "أساسنز كريد سنديكيت". وقد استمر العمل على تحسين المحرك ليشمل إصدارات أحدث مثل "أساسنز كريد أوريجنز" و"أساسنز كريد أوديسي". وبخلاف سلسلة "أساسنز كريد"، فقد استُخدم المحرك "AnvilNext 2.0" في عدة ألعاب أخرى من بينها "توم كلانسيز رينبو 6 سيج"، "فور أونور"، "توم كلانسز جوست ريكون ويلدلاندز"، "توم كلانسيز غوست ريكون بريكبوينت".
وابتداءً مع إصدار "أساسنز كريد فالهالا" في عام 2020، خضع المحرك لإعادة تسمية وأصبح يُعرف بـ "Ubisoft Anvil". واستمر استخدامه في عدة ألعاب أخرى مثل "برنس أوف بيرشيا: رمال الزمن – النسخة الجديدة"، "السرمديون، فينكس نحو القمة"، و"أساسنز كريد: ميراج". كما أعلنت «يوبي سوفت» عن خطط لمواصلة تحسين المحرك وتطويره، حيث جرى استخدم نسخة مطورة من محرك "Anvil" في لعبة "أساسنز كريد: شادوز"، تضمنت عدة تحسينات جديدة في نظام الإضاءة، بالإضافة لإدخال عناصر تفاعلية قابلة للكسر، وتطبيق نظام موسمي جديد يتغير بمرور الزمن، مما يضفي طبقات جديدة من الواقعية والديناميكية.

## المميزات
تلقى المحرك مجموعة متنوعة من التحسينات الهامة، فعلى سبيل المثال، تمت إضافة تقنية الإضاءة الشمولية المعدودة مسبقًا، وتعين الانعكاسات (بالإنجليزية: reflection mapping)‏، الإضاءة والضباب المجسمة [الإنجليزية] (بالإنجليزية: Volumetric lighting & Fog)‏، بالإضافة إلى مناخ ديناميكي ونظام غطاء نباتي تفاعلي. وبالنسبة لـ أساسنز كريد يونيتي كان هناك تحسينات مماثلة ولعل أبرزها كان تقديم ميكانيكا لعب متقدمة مع دعم كامل لتقنية التصيير القائم على أساس فيزيائي [الإنجليزية] (بالإنجليزية: PBR)‏، وَاللَّتَا أَتَاحَتَا للأسطح والأجسام الظهور والتجاوب بواقعية أكثر مع الظلال والأضواء. فضلاً عن ذلك، أصبح نظام الإضاءة الشاملة الآن أكثر واقعية مع إضافة تقنية الإضاءة المجسمة، وبات الآن تفاعل الأجسام فيزيائيًا أكثر واقعية، وأصبحت الأقمشة والملابس تتفاعل بطريقة واقعية أكثر سواء مع البيئة أو البطل أو حتى الشخصيات الأخرى. وأصبح أيضًا عالم اللعبة يدعم الكثير من المساحات الشاسعة والمباني العملاقة، ولم يعد الدخول إلى المباني يتطلب انتظار شاشات التحميل.

## ألعاب تستخدمه

### تحت اسم Scimitar
- أساسنز كريد (2007)
- برنس أوف برشيا (2008)
- شون وايت سنوبوردنغ [الإنجليزية] (2008)

### تحت اسم Anvil
- أساسنز كريد 2 (2009)
- برنس أوف بيرشيا: ذا فورجتن ساندز (2010)[41]
- أساسنز كريد: برذرهود (2010)
- أساسنز كريد: ريفليشنز (2011)
- توم كلانسيز رينبو 6: باتريوتس (2013) (أُلغيت)

### تحت اسم AnvilNext
- أساسنز كريد 3 (2012)
- أساسنز كريد III: ليبريشن (2012)
- أساسنز كريد IV: بلاك فلاغ (2013)
- أساسنز كريد IV: فريدوم كراي (2013)
- أساسنز كريد روغ (2014)

### تحت اسم AnvilNext 2.0
- أساسنز كريد يونيتي (2014)
- أساسنز كريد سنديكيت (2015)
- توم كلانسيز رينبو 6 سيج (2015)
- ستيب (2016)
- فور أونور (2017)
- توم كلانسز جوست ريكون ويلدلاندز (2017)
- أساسنز كريد أوريجنز (2017)
- أساسنز كريد أوديسي (2018)
- توم كلانسيز غوست ريكون بريكبوينت (2019)
- هايبر سكيب (2020)
- رايدرز ريببلك (2021)
- توم كلانسيز رينبو إكستراكشن | إغاثة (2022)

### تحت اسم Ubisoft Anvil
- أساسنز كريد فالهالا (2020)
- السرمديون، فينكس نحو القمة (2020)
- أساسنز كريد: ميراج (2023)
- سكول آند بونز (2024)
- أساسنز كريد: شادوز (2024)
- برنس أوف بيرشيا: رمال الزمن – النسخة الجديدة (2026)[42]